# 근대사

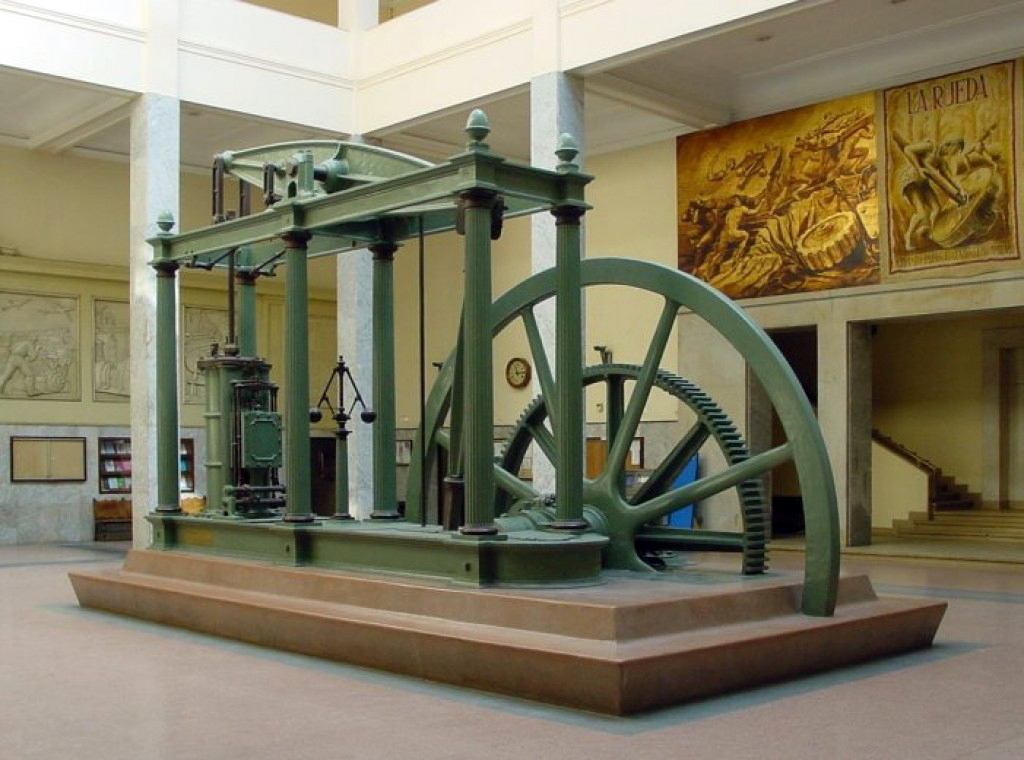
마드리드의 와트 증기 기관. 증기 기관의 개발은 영국의 산업 혁명을 시작했다. 증기 기관은 탄광에서 물을 퍼올리기 위해 만들어졌고, 지하수 수위 이상으로 깊어질 수 있었다.

근대사는 고전후 시대 이후의 시대 대한 역사학적 접근이다.
- 근세(early modern)는 대략적으로 16세기 초에 시작하며, 중요한 역사적 사건은 유럽의 르네상스와 대항해 시대 등이다.[1][2]
- 근대(late modern)는 대략적으로 18세기 중반에 시작되며, 중요한 역사적 사건은 프랑스 혁명, 미국 혁명, 산업 혁명 등이다.[3]
- 현대(contemporary)는 현재와 직접적으로 연관된 대략적으로 1945년부터 시작된 역사적 사건이 일어난 기간이다.

## 같이 보기
- 고전후 시대
- 신구문학논쟁